# Вежхуциці (Куявсько-Поморське воєводство)
Вежхуциці (пол. Wierzchucice) — село в Польщі, у гміні Сіценко Бидґозького повіту Куявсько-Поморського воєводства.
Населення — 128 осіб (2011).

## Демографія
Демографічна структура станом на 31 березня 2011 року:
|          | Загалом | Допрацездатний вік | Працездатний вік | Постпрацездатний вік |
| -------- | ------- | ------------------ | ---------------- | -------------------- |
| Чоловіки | 62      | 10                 | 47               | 5                    |
| Жінки    | 66      | 10                 | 48               | 8                    |
| Разом    | 128     | 20                 | 95               | 13                   |